# SYS (명령어)
SYS는 MS-DOS에 포함된 시스템 시동 설치 프로그램 파일이다.  SYS.COM을 사용하면 시동 정보가 없는 디스크에 시동 섹터 정보를 추가하고, IO.SYS, MSDOS.SYS 및 COMMAND.COM 파일을 복사하여 시스템을 시동할 수 있도록 한다.

## 같이 보기
- 도스 명령어 목록

## 참고 문헌
1. ↑  “Microsoft DOS sys command” (영어). 2011년 5월 22일에 확인함.